# 北斗七星

カウアイ島から見た北斗七星

北斗七星（ほくとしちせい、英語: Big Dipper, Plough）は、おおぐま座の腰から尻尾を構成する7つの明るい恒星で象られる星列のこと。北斗、北斗星、七つの星、七曜の星とも呼ばれる。
柄杓の形をしているため、それを意味する「斗」の名が付けられている。日本では四三の星、七剣星とも呼ばれた。3等星であるδ星を除く6星は全て2等星である。このため春の星空で目立ちやすく、世界各地で様々な神話が作られている。

## 北斗七星を構成する星
| バイエル符号                         | 固有名                                         | 中国名 （正史の天文志などの名） | 大正新脩大蔵経にある唐の密教経典 『仏説北斗七星延命経』の名。 |
| ------------------------------------ | ---------------------------------------------- | ------------------------------- | ------------------------------------------------------------- |
| おおぐま座α星 α Ursae Majoris、α UMa | ドゥーベ（Dubhe）                              | 天枢                            | 貪狼                                                          |
| おおぐま座β星 β Ursae Majoris、β UMa | メラク（Merak）                                | 天璇                            | 巨門                                                          |
| おおぐま座γ星 γ Ursae Majoris、γ UMa | フェクダ（Phecda）                             | 天璣                            | 禄存                                                          |
| おおぐま座δ星 δ Ursae Majoris、δ UMa | メグレズ（Megrez）                             | 天権                            | 文曲                                                          |
| おおぐま座ε星 ε Ursae Majoris、ε UMa | アリオト（Alioth）                             | 玉衡                            | 廉貞                                                          |
| おおぐま座ζ星 ζ Ursae Majoris、ζ UMa | ミザール（Mizar）                              | 開陽                            | 武曲                                                          |
| おおぐま座η星 η Ursae Majoris、η UMa | アルカイド、ベネトナシュ（Alkaid、Benetnasch） | 揺光                            | 破軍                                                          |

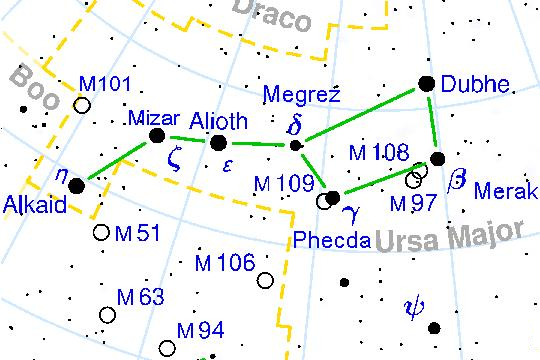
北斗七星

また、中国では柄杓の器の部分を作る、天枢、天璇、天璣、天権の4つを魁（かい）、柄の部分を作る、玉衡、開陽、揺光の3つを標または杓（ひょう）、あわせて斗と一字でよぶこともある。
神祇伯家行事傳には、北斗七星の名前として、「魁𩲃𩵄䰢魓𩳐魒」とあり、神符の通伝であるとされる。これら一連の漢字に類似するものとしては、以下のものがある。
- 雲笈七籤に、王真人気訣として「肺魁、肝魁､心魁、脾䰢、膽魓、左腎魁、右腎魒」とある。
- 遵生八牋に、北極黑煞天丁五方殺瘟神符として「書符須澄心靜慮，存自己精氣神三者，上與北斗三台星合，一元真氣入筆，默誦咒曰：魁𩲃𩵄䰢魓𩳐魒尊帝星君律令敕。七遍，每符一道，誦咒七遍，令病家至誠貼之。」とある。
- 奇門遁甲秘笈大全に、「陰斗乙丁己辛癸為六陰，魁𩲃𩵄䰢魓𩳐魒，倶七斗之諱。」とある。
- 康熙字典に、元応録からの引用として「毎叩歯而念一星，星者：魁𩲃𩵄䰢魓𩳐魒。」とある。

北斗の柄の端から2番目のζ星ミザールには、伴星アルコル (Alcor) （中国名：輔星）が存在する。この2星は実際には3光年ほど離れており、見かけ上の二重星であると考えられている（連星であるとしたら、公転周期は75万年以上になる）。

### 北斗九星
北宋の時代の道教の書『雲笈七籤』24巻「日月星辰部」では北斗七星と輔星、弼星と併せ北斗九星とされた。
この九星には『雲笈七籤』24巻「北斗九星職位総主」によると別名あり、天枢は第1陽明星とし以下、第2陰精星、第3真人星、第4玄冥星、第5丹元星、第6北極星、第7天関星、第8洞明星（輔星）、第9隠元星（弼星）の魂神であるとする。

## 星空における北斗七星

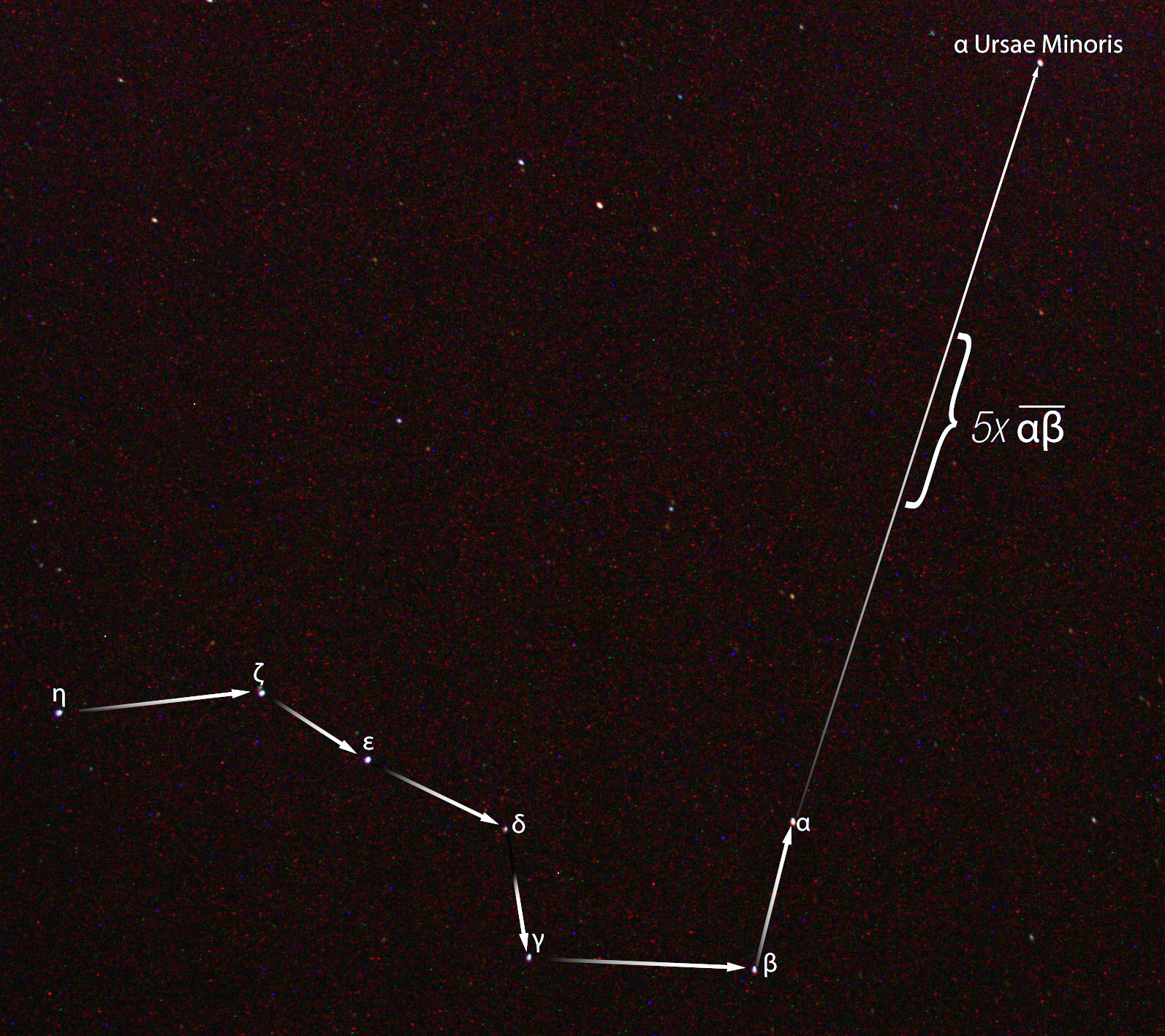
α星とβ星を結んだ線をα星側に5倍ほど延長するとポラリス（現在の北極星）に突き当たる。このため真北の方角を探すためによく用いられる。
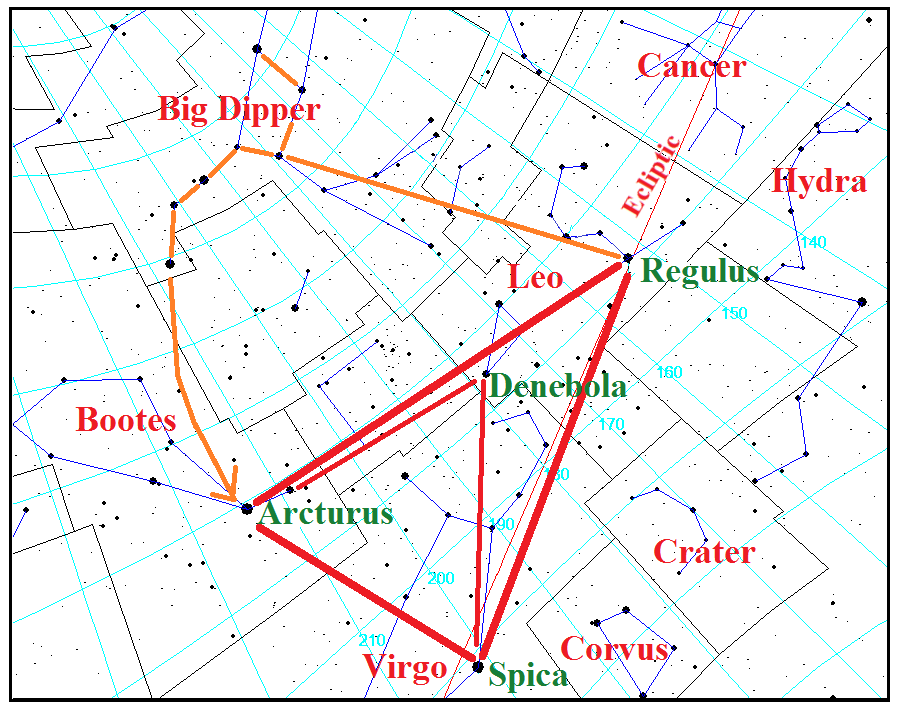
δ星からη星までの弓なりのカーブを延長するとうしかい座の1等星アークトゥルスに行き当たり、さらに延ばすとおとめ座の1等星スピカに届く。この星の並びを「春の大曲線」と呼ぶ。

| - 北極星との位置関係 - 春の大曲線 : 北斗七星(左上)の柄杓カーブを延ばした(矢印)先にアークトゥルス、さらに延ばせばスピカがある。 |

## 北斗七星にまつわる伝承や民俗

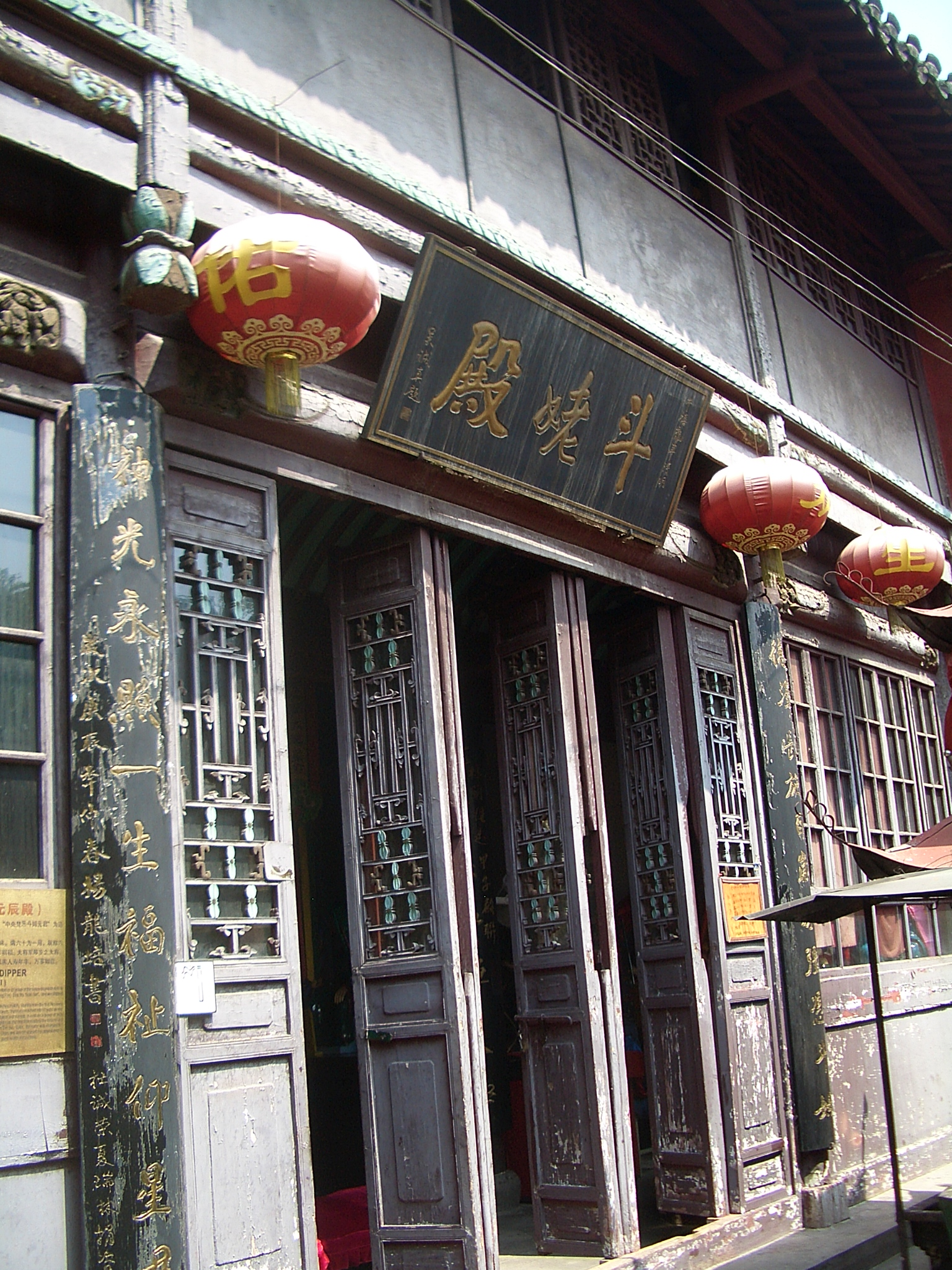
北斗七星を祀る道教の寺・長春寺『甲子殿』（中国・武漢市）

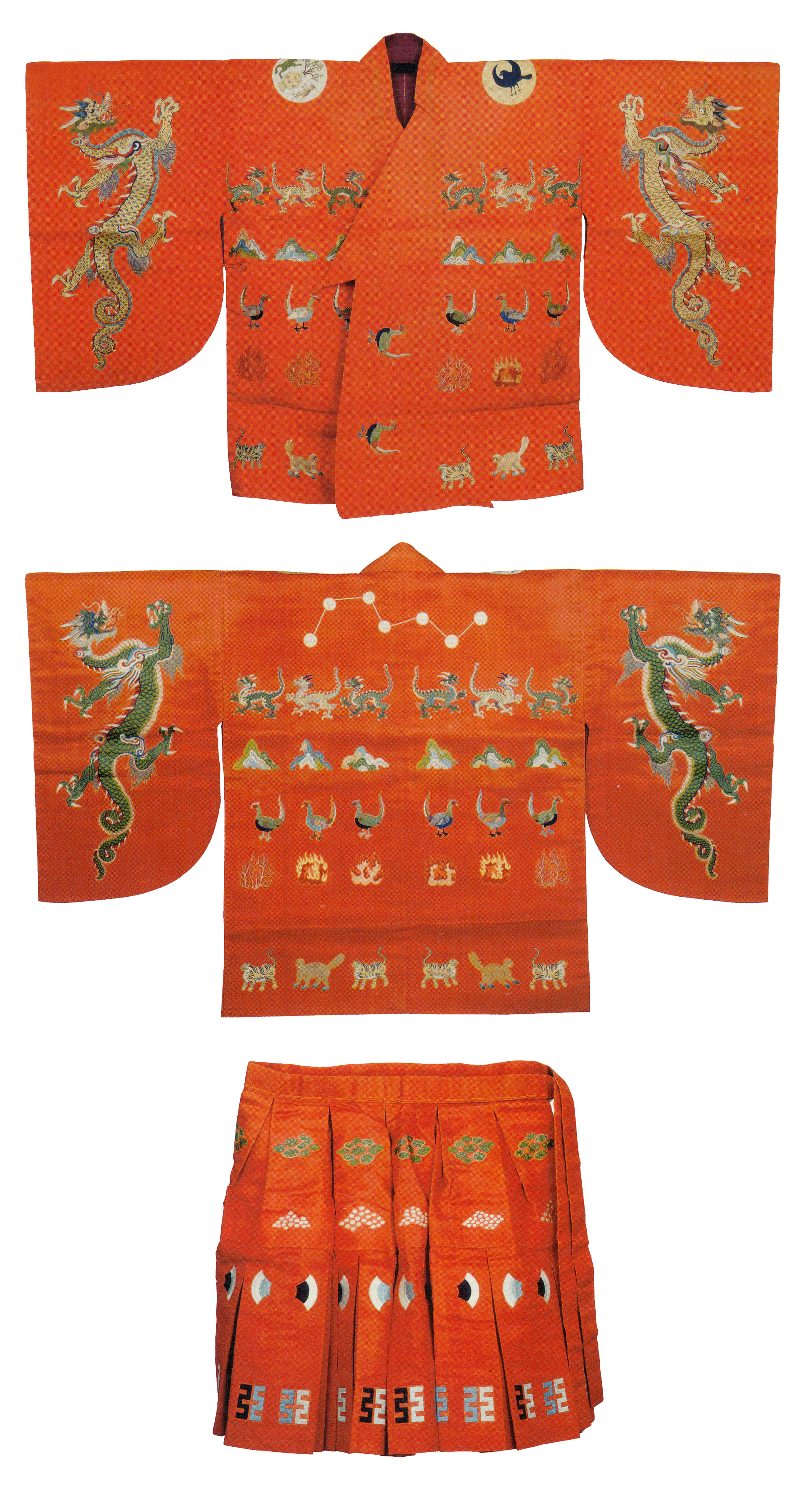
孝明天皇の袞衣

北斗七星の形状は、世界の様々な地方で柄杓やスプーンなどに喩えられてきた。多くの伝承で、北斗七星は南斗六星と対をなす存在としてとらえられている。
また、ミザールの伴星アルコルは比較的明度が低く見えづらいため、視力検査に用いられるなどして「見えると死ぬ」「見えないと死ぬ」など数々の伝説を生んだ（詳細はアルコルを参照）。

### アジア
- 中国では天帝の乗り物と見立てる説や、北斗七星を司る北斗星君という神がいる他にも、北斗七星の各々の星々に伝説がある[3]。
例えば、宋の仁宗皇帝には文の包拯（包青天）、武の狄青の二人の名臣が居たが、この二人はそれぞれδ星（文曲星）、ζ星（武曲星）が仁宗を助けるために天帝の命によって天下ったものであるという伝説が水滸伝に記されている。水滸伝の主人公宋江もα星（天魁星）の天下ったものとされ、そのことから「星主」とも呼ばれている。
- 韓国では北斗のα星からδ星までをいびつにゆがんだ家と見立て、ε星はそれを建てた大工、ζ星は大工を怒って追いかける家の息子、アルコルは息子の振り上げた斧、η星はあわててそれを止めようと追いかける父親であるとする民話がある[3]。
- アラビア地方では、棺桶とそれを引く3人の泣き女に北斗七星を喩えた[3]。
- インドでは、ヴェーダの詩聖として七聖賢（सप्तर्षि saptarṣi サプタルシ）と呼ばれるリシ（聖賢）が神話化されており、北斗七星と同一視される。インド天文学では、北斗七星の各星は七人のリシの名をつけられている。

### 日本
- 天皇の起源とされる天皇大帝と北斗星君と混合されることがある。
- 日本でも北斗七星の並びには、方言やアステリズムが多数存在する。
- 福岡県北部の一部海岸などでは、北斗七星が響灘の水平線ぎりぎりをかすめて動くように見える。これは北緯33～34度ぐらいの、北に海を臨む地域で、9～11月に限り見られる現象で、天文学者の平井正則（福岡教育大学名誉教授）が「北斗の水くみ」と1990年に命名した。市民の娯楽や観光に生かすため、宗像市が「北斗の水くみ海浜公園」を、岡垣町が観光ステーション「北斗七星」を開設している[4]。

### 欧米
- 北斗七星はおおぐま座の一部で、北米の先住民たちは北斗七星そのものが森の精によって空に放り投げられた熊であると考えていた。尻尾が長いのは、森の精が尻尾をつかんで振り回したため伸びてしまったからとされている[3]。また、熊は桝部分の4星で、柄の3星とうしかい座の星々はそれを追う鳥の猟師とする伝承もある[3]。
- ヨーロッパでは荷車にもたとえられる。「グラン・シャリオ」 le grand chariot（仏、la grande casserole <大鍋>とも）、der Große Wagen（独）、el Carro Mayor（西）、il Grande Carro （または il Gran Carro）（伊）など。
- ラテン語では triones（耕牛）または「septem」（７）を加えた septentriones（いずれも複数形）と呼ぶが、本来は牛のひく犁を意味している。こぐま座の七星も含まれる[5]。septentriones は一般に北を意味する語として、古地図にしばしば現れる。

## 北斗七星に由来する事物

北極星と北斗七星を描いたアラスカ州の旗（米国）

- 日本の幕末、江戸幕府が持っていて、榎本武揚が蝦夷地（北海道）へ渡るときに用いた船「開陽丸」の名前は、開陽星に由来する。
- 戊辰戦争で酒井玄蕃率いる庄内藩二番大隊が掲げた軍旗「破軍星旗」は、北斗七星を逆さに描いたものである。破軍星を背にして戦うと必ず勝利するという中国の故事による。
- アラスカ州の州旗デザインに北斗七星と北極星が採択された。
- ゴッホの『ローヌ川の星月夜』に北斗七星が描かれた。